# Anton Urban
Pour les articles homonymes, voir Urban (homonymie).
Anton Urban, né le 16 janvier 1934 à Kysak et mort le 5 mars 2021, est un footballeur tchécoslovaque. Il évoluait au poste de défenseur.

## Biographie

### En club
Anton Urban débute avec le Slovan Bratislava en 1953,.
En 1956, il est joueur de l'Inter Dúbravka Bratislava (en).
Il revient jouer sous les couleurs du Slovan après une unique saison avec l'Inter.
En compétitions européennes, il dispute au total 10 matchs pour aucun but marqué en Coupe des vainqueurs de coupe et un match pour aucun but marqué en Coupe des villes de foires.
Lors de la saison 1968-1969, il évolue sous les couleurs du FC Wacker Innsbruck. Il raccroche les crampons en 1969.

### En équipe nationale
Anton Urban fait partie de l'équipe de Tchécoslovaquie médaillée d'argent aux Jeux olympiques 1964, il dispute les 6 rencontres de la compétition. Il inscrit un but contre l'Égypte en phase de poule.

## Palmarès
Tchécoslovaquie olympique
- Jeux olympiques :
  -  Argent : 1964.